# عثمان تراوري
عثمان تراوري (بالفرنسية: Ousmane Traoré)‏ (6 مارس 1977 بواغادوغو في بوركينا فاسو - ) هو لاعب كرة قدم باركينسي ومالي في مركز الدفاع، شارك في كأس الأمم الأفريقية 2004 وكأس الأمم الأفريقية 2000 وكأس الأمم الأفريقية 2002. وشارك مع منتخب بوركينا فاسو لكرة القدم. أما مع النوادي، فقد لعب مع أسفا ينينغا ونادي الوطني ونادي غرونوبل ونادي لوريان وأسوا فالنس ‏ ونادي سانت بريست ‏ وسيركل أولمبيك باماكو وFC Échirolles ‏ وUS Roye ‏ وChambéry SF ‏.

## وصلات خارجية
- عثمان تراوري على موقع قاعدة بيانات كرة القدم.إي يو (الإنجليزية)
- عثمان تراوري على موقع ناشيونال فوتبول تيمز (الإنجليزية)